# Sonnilanjoki
Sonnilanjoki (enligt några globala databaser Kuittilanoja) är ett vattendrag i Finland.   Det ligger i landskapet Satakunta, i den sydvästra delen av landet, 180 km nordväst om huvudstaden Helsingfors.